# Comenius
Comenius je akcijski program Europske komisije koji potiče škole na međunarodnu suradnju, a dio je projekta Socrates.
Međunarodni projekt Comenius promiče izgradnju profesionalnih vještina i znanja o kulturama i jezicima europskih naroda, te potiče korištenju novih informacijskih i komunikacijskih tehnologija u obrazovanju. 
Comenius Space je mrežna stranica namijenjena učenicima, studentima, svim sudionicima u odgojno-obrazovnom procesu (roditeljima, nastavnicima, knjižničarima, pedagozima, ravnateljima, administraciji...), ali i svim drugim ustanovama, udrugama i tijelima s područja odgoja i obrazovanja.

## Cjeline
Comenius se sastoji od tri cjeline: 
- Školske suradnje koja podrazumijeva: 
  - školske projekte koji se odvijaju u razdoblju od tri godine, a kroz suradnju najmanje triju škola iz tri različite europske zemlje,
  - jezične projekte koji za cilj imaju poboljšavanje motivacije za učenja stranih jezika; uključuje razrede iz najmanje dvije škole, iz različitih zemalja u razdoblju od jedne godine,
  - školske razvojne projekte kojima je cilj poboljšavanje školske uprave i pedagoškog pristupa. Projekt se odvija kroz suradnju najmanje triju škola iz tri različite europske zemlje u radnom razdoblju od tri godine.
- Stručno usavršavanje nastavničkog osoblja kroz nastavničke tečajeve, promicanja nastavničke pokretljivosti, te razvoj nastavnih pomagala.
- Comenius mreža - objedinjavanja prethodnih dviju cjelina, školske suradnje i edukacije nastavnog osoblja. U ovom dijelu važna je mrežna promocija rezultata postignutih u školama te stvaranja temelja za daljnji razvoj.

## Vanjske poveznice
- http://comenius.eun.org  Arhivirana inačica izvorne stranice od 12. siječnja 2012. (Wayback Machine)
- http://ec.europa.eu/education/programmes/llp/comenius/index_en.html
- http://www.cmepius.si/SOCRATES/Comenius  Arhivirana inačica izvorne stranice od 29. svibnja 2007. (Wayback Machine)

- Službena stranica Cmepius